# Limenitis tizonides
Limenitis tizonides är en fjärilsart som beskrevs av Hans Fruhstorfer 1908. Limenitis tizonides ingår i släktet Limenitis och familjen praktfjärilar. Inga underarter finns listade i Catalogue of Life.